# ژوستینین دوم
ژوستینیان دوم یا یوستینیانوس دوم(به لاتین: Justinianus II) ملقب به راینوتمتوس(به لاتین: Rhinotmetus) ( به‌معنای بینی‌بریده) (زادهٔ پیرامون ۶۶۹ — درگذشتهٔ دسامبر ۷۱۱) امپراتور بیزانس از ۶۸۵ تا ۶۹۵ و سپس از ۷۰۵ تا ۷۱۱ و آخرین امپراتور از دودمان هراکلی بود. ژوستینیان هرچند دارای خصیصه‌ای استبدادگرانه و قادر به انجام اعمال ظالمانه بود، با این حال او فرمانروایی توانمند به‌شمار می‌رود که توانست بیشتر نواحی مقدونیه را که پیشتر به تصرف قبایل اسلاو درآمده بود از آنها پس‌گرفته و بار دیگر ضمیمهٔ خاک امپراتوری بیزانس نماید.

## زندگی

### سال‌های نخستین
ژوستینیان پسر کنستانتین چهارم بود که پس از مرگ پدرش در سپتامبر ۶۸۵ در ۱۶ سالگی بر تخت امپراتوری بیزانس نشست. او در آغاز حکومتش عهدنامه‌ای را با اعراب به امضا رساند که آنان را مجبور می‌ساخت تا خراج بیشتری را به بیزانس بپردازند. همچنین به موجب این عهدنامه دو طرف بر حق حاکمیت مشترک بر قبرس، ارمنستان و گرجستان توافق نمودند.

### درگیری با اسلاوها و اعراب
ژوستینیان سپس در ۶۸۸/۶۸۹ با موفقیت به مناطق تحت اشغال اسلاوها در تراکیه و مقدونیه لشکر کشید و توانست آن مناطق را بار دیگر به خاک امپراتوری بازگرداند. همچنین در نتیجهٔ این پیروزی، بسیاری از اسلاوها یا به ارتش بیزانس پیوستند یا به عنوان سرباز-کشاورز در آسیای صغیر مشغول به کار شدند.
اما در ۶۹۱ اعراب که بر سر سیاست‌های مربوط به قبرس با بیزانس اختلاف نظر پیداکرده بودند مرزهای شرقی امپراتوری را مورد حمله قرار دادند و تا ۶۹۲ موفق به شکست نیروهای بیزانسی در سباستوپولیس شده و متصرفات بیزانس در ارمنستان را به اشغال خود درآوردند. در همین زمان ژوستینیان دوم نیز اقدام به برگزاری شواری کینیسکت در قسطنطنیه به‌منظور تکمیل قوانین اعتقادی پنجمین و ششمین شورای جهانی کلیسایی نمود. با این حال پاپ سرگیوس یکم این قوانین را به رسمیت نشناخت و همین موضوع باعث بروز اختلاف بین او و امپراتور شد.

### شورش و تبعید
ژوستینیان در دورن حکومتش سیاستی بی‌رحمانه را اتخاذ کرده بود و مأموران وزرات مالیهٔ او نیز بدون هیچ ترحمی به اخاذی از مردم مشغول بودند. این سختگیری‌ها و خشونت‌ها سرانجام به بروز شورشی مردمی در ۶۹۵ انجامید و آنها لئونتیوس را به‌عنوان امپراتور جدید خود برگزیدند. لئونتیوس سپس فرمان داد تا بینی ژوستینیان را بریده و او را به کرسون در شبه‌جزیره کریمه تبعید نمود. با این حال لئونتیوس نیز در حکومتش موفق نبود و در ۶۹۸ به‌دست تیبریوس سوم از قدرت برکنار و پس از بریده شدن زبان و بینیش در صومعه‌ای زندانی گردید.
تیبریوس سپس درصدد دستگیری ژوستینیان برآمد و ژوستینیان که از این موضوع باخبر شده بود پیش خان خزرها که خاندان هراکلیان دوستی و روابط نزدیکی با او داشتند گریخت. او در آنجا با خواهر خان ازدواج کرد اما چندی نگذشت که خان برای کشتن او توسط تیبریوس تطمیع شد. اما ژوستینیان به موقع توسط همسرش از این موضوع آگاهی یافت و به بلغارستان گریخت. در آنجا او توانست حمایت ترول، خان بلغارها را جلب نماید و او لشکری را در اختیار ژوستینیان قرار داد.

### بازگشت به قدرت
ژوستینیان در ۷۰۵ به سوی قسطنطنیه لشکر کشید و تیبریوس که از نزدیک شدن آنها به شهر آگاه شده بود در اوت همان‌سال گریخت. ژوستینیان پس از ۳ روز محاصرهٔ شهر، سرانجام موفق به فتح آن شد و بار دیگر بر تخت امپراتوری بیزانس نشست. او سپس مأمورانی را برای دستگیری تیبریوس فرستاد و آنها پس از چند ماه موفق به گرفتن او شدند. آنها سپس تیبریوس را همراه با برادرش هراکلیوس و امپراتور پیشین لئونتیوس در زنجیر کرده و پس از چرخاندنشان در شهر به حضور ژوستینیان در میدان اسب‌دوانی قسطنطنیه آوردند. ژوستینیان در آنجا و دربرابر جمعیتی که زندانیان را هو می‌کرد پاهایش را بر روی گردن تیبریوس و لئونتیوس گذاشت و فرمان داد تا گردنشان را بزنند. پس از اعدام آن دو در ۱۵ فوریهٔ ۷۰۶، هراکلیوس و بسیاری از فرماندهان نظامی تحت امر او نیز به دار آویخته شدند.
در فاصلهٔ ۷۱۰ تا ۷۱۱، پاپ کنستانتین دیداری از قسطنطنیه داشت که به آشتی مجدد بین ژوستینیان و پاپ‌ها انجامید. با این حال ژوستینیان پس از بازگشت به قدرت میل شدیدی برای گرفتن انتقام از دشمنانش داشت و دست به انجام اعدام‌های گسترده‌ای زد که به روی‌گردانی بسیاری از حامیان و طرفدارانش از او انجامید.

### شورش باردانس و مرگ
در ۷۱۱ و با حمایت خزرها، شورشی در کرسون روی داد که در نتیجهٔ آن نجیب‌زاده‌ای ارمنی به‌نام باردانس (فیلیپیکوس) امپراتور نامیده شد. او سپس همراه با ناوگانش به سوی قسطنطنیه حرکت کرد و موفق به در دست گرفتن شهر شد. ژوستینیان دوم توانست بگریزد اما در نهایت او و خانواده‌اش همگی در دسامبر همان سال کشته‌شدند.